# Дувай
Дувай (также восточный баде; англ. duwai, ɗuwai, eastern bade, evji; самоназвание: ə̀vjì) — один из языков западночадской ветви чадской семьи.
Распространён в северо-восточных районах Нигерии. Численность говорящих — около 11 400 человек (2000). Письменность на основе латинского алфавита.

## Классификация
Во всех классификациях язык дувай включается в западный ареал чадских языков, противопоставленный центральному и восточному ареалам. При этом место языка дувай в пределах западночадского языкового объединения и круг его близкородственных языков в каждой из классификаций определяется по-разному.
Согласно классификации чадских языков, опубликованной в работе С. А. Бурлак и С. А. Старостина «Сравнительно-историческое языкознание», язык дувай вместе с языками баде, нгизим, айюкава и ширава входит в группу баде-нгизим подветви баучи-баде.
По классификации, представленной в справочнике языков мира Ethnologue, дувай входит в состав группы B1 подветви B. Данная группа включает две подгруппы: одна из них — подгруппа дувай — представлена одним языком дувай, вторая — подгруппа баде (собственно баде) — включает языки баде и нгизим.
В классификации чадских языков, опубликованной в лингвистическом энциклопедическом словаре в статье В. Я. Порхомовского «Чадские языки», дувай вместе с языками баде и нгизим включён в подгруппу баде, непосредственно входящую в западночадскую ветвь.
В классификации афразийских языков британского лингвиста Роджера Бленча подгруппа языков, включающая баде, дувай, нгизим, айюк (айюкава), шира (ширава) и тешена, входит в группу баде-варджи подветви B (в одной из своих более поздних работ автор отнёс идиом ширава к диалектам языка баде).
В классификации чешского лингвиста Вацлава Блажека подгруппа языков, включающая баде, нгизим, дувай, шира и тешена, отнесена к группе северных языков баучи.
Язык дувай имеет 61 % лексических сходств с близкородственным языком баде. При этом взаимопонимаемость с баде, как и с другим родственным языком нгизим, отсутствует.

## Лингвогеография

### Ареал и численность
Область распространения языка дувай размещена в северо-восточных районах Нигерии к востоку от города Гашуа. Согласно современному административно-территориальному делению Нигерии, ареал языка дувай находится на территории двух штатов: в штате Йобе (район Баде) и в штате Джигава (район Хадеджиа).
С запада к территории распространения языка дувай примыкает ареал близкородственного западночадского языка баде. На севере ареал языка дувай граничит с ареалом западносахарского языка манга, на юге и востоке — с ареалом западносахарского языка центральный канури. Несмотря на то, что ареал языка дувай вплотную примыкает к ареалу языка баде, благодаря чему оба языка имеют более тесные и длительные языковые контакты, а ареал языка нгизим с ними не граничит и находится значительно южнее от них, диалекты языка баде (включая диалект гашуа, непосредственно контактирующий с дувай) более близки к языку нгизим, чем к языку дувай. Наиболее крупные населённые пункты, в которых говорят на языке дувай — Гангава, Ринакуну, Гадине и Цирава. Вероятно, ранее область распространения языка дувай была гораздо шире, но в результате воздействия соседних языков (канури — на востоке и баде (его диалекта гашуа) — на западе) ареал дувай значительно сократился.
Численность говорящих на языке дувай, согласно данным справочника Ethnologue, составляет около 11 400 человек (2000). По данным сайта Joshua Project численность носителей языка дувай составляет 18 000 человек (2016).

### Социолингвистические сведения
Несмотря на относительно небольшое число говорящих, положение языка дувай описывается в справочнике Ethnologue как достаточно устойчивое, он активно используется всеми поколениями его носителей. Между тем язык дувай испытывает сильное влияние крупных языков соседей, в частности, в населённом пункте Дадигар, самом восточном в ареале дувай, ещё в 1970-х годах жители говорили преимущественно на языке дувай. В настоящее время население Дадигара перешло на язык канури, на языке дувай продолжают говорить лишь немногие из старшего поколения жителей селения. Как и все остальные малые языки северного региона Нигерии язык дувай испытывает сильное влияние языка хауса. В западных районах ареала дувай распространён гашуа, диалект языка баде. Использование языка ограничено бытовым общением (стандартная форма отсутствует). По вероисповеданию носители языка дувай являются мусульманами.

### Диалекты
Диалектное членение языка дувай недостаточно изучено. Имеются сведения о диалекте селения Дадигар и его окрестностей (собранные в 1974 году) — этот диалект существенно отличается от изучаемого в настоящее время диалекта Гангавы. Диалект Дадигара практически исчез, вытесненный языком канури, как, вероятно, исчезли и другие периферийные диалекты языка дувай.

## Письменность
Алфавит языка дувай схож с алфавитом диалекта гашуа языка баде, в его состав входят 30 букв:
| Ə | A | B | Ɓ | C | D | Ɗ | E | F | G | H | I | J | K | L | M | N | Ŋ | O | P | R | R̃ | S | T | U | V | W | Y | ʼY | Z |
| ə | a | b | ɓ | c | d | ɗ | e | f | g | h | i | j | k | l | m | n | ŋ | o | p | r | r̃ | s | t | u | v | w | y | ʼy | z |

Для латеральных фрикативных согласных звуков в языке дувай, как и в диалекте гашуа и западном диалекте языка баде, используются диграфы jl (для звонкого) и tl (для глухого).

## Лингвистическая характеристика
Язык дувай относится к тональным языкам, в системе вокализма отмечаются противопоставление долгих и кратких гласных и наличие фонемы ə (ɨ в МФА). В консонантной системе дувай (как и в консонантных системах языка нгизим и диалекта гашуа языка баде) выделяется противопоставлени согласных r и r̃. Первая из них реализуется как ретрофлексный одноударный согласный (ɽ — в МФА), вторая — как дрожащий согласный.

## История изучения
Впервые список слов языка дувай был составлен в XIX веке немецким миссионером Сигизмундом Кёлле — этот список был включён в издание 1854 года Polyglotta Africana. Первой научной работой, связанной с исследованием структуры языка дувай, стала работа Рассела Шуха 1977 года, посвящённая описанию системы детерминативов и связанных с ней конструкций в языках дувай, баде и нгизим. В настоящее время язык дувай изучается и документируется в рамках проводимого под руководством Рассела Шуха масштабного проекта по исследованию языков штата Йобе «Yobe Languages Research Project».